# Ondřej (pražský biskup)
Ondřej z Gutenštejna (12. století? – asi 30. července 1224 Castellammare di Stabia, Kampánie) byl v letech 1211 až 1215 kancléřem Přemysla I. Otakara, od roku 1214 pražským biskupem.

## Život a činnost
Ondřej působil nejprve jako boleslavský probošt, od roku 1201 jako člen pražské kapituly, 1204–1207 probošt mělnické kapituly a od roku 1207 jako pražský probošt. V této funkci se pohyboval v blízkosti krále, který jej roku 1211 jmenoval kancléřem a později také biskupem a doufal, že si tím zajistí jeho loajalitu. Podobně jako předchozí biskup Daniel II., měl být zvolen, jako osoba loajální králi. Povahou neústupný biskup se ovšem po lateránském koncilu nečekaně pustil do boje o emancipaci církve.

### Biskupské období

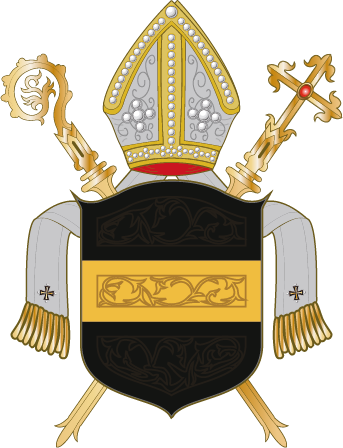
Znak pražské diecéze

Ondřej byl vysvěcen na biskupa papežem Inocencem III. dne 22. listopadu 1215, v době probíhajícího Čtvrtého lateránského koncilu, jehož byl účastníkem. Ve svém úřadu Ondřej usiloval zejména o povýšení pražské diecéze na arcibiskupství a chtěl demonstrovat větší příklon k Římu. Při vykonávání svých církevních povinností postupoval dosti nekompromisně, čímž se dostal do střetu s panovníkem a částí šlechty. Usiloval zejména o uplatnění kanonického práva při jmenování do církevních úřadů a při odvádění biskupského desátku. Česká i moravská církev tehdy nehájila papežské zájmy tolik, jako Ondřej, a většinou zůstávala na straně krále Přemysla Otakara I., včetně olomouckého biskupa Roberta, pražského děkana Arnolda, litoměřického probošta a kancléře Benedikta a probošta mělnického a kanovníka pražského Pelhřima. Ondřej si znesvářil i milevské a tepelské premonstráty.
Král Přemysl I. Otakar zpočátku postupoval podle starých metod (zábor Ondřejova majetku, pustošení biskupských statků, ignorování interdiktu) a opíral se o jmenované hodnostáře. V roce 1216 byl Ondřej donucen opustit Čechy, na něž následujícího roku uvalil interdikt, který byl mohučským arcibiskupem zrušen, leč papežem brzy obnoven. Nadále se přitom domáhal práva na řízení české církve a jmenovat či odvolávat duchovenstvo.
Mezi českým králem a papežem však došlo k dohodě, vyhlášené za přítomnosti pražského legáta. 10. května 1221 byl uzavřen konkordát s církví (privilegium pro biskupství), v červenci téhož roku se biskup, král, legát Honoria III. Řehoř de Crescencio a další na Šacké hoře v rakousko-moravském pomezí sešli k rokování, v němž si král Přemysl získal sympatie legáta, čímž ve svůj prospěch ovlivnil výsledek diskusí, vydaný 2. července a dne 10. března 1222 rozšířený o obecné privilegium pro církev v Čechách. S takovým řešením se Ondřej nesmířil a zůstal nadále v Itálii. Následně se navíc ukázalo, že církevní instituce v Českém království byly kořistně využívány patronátními pány. Změna byla nezbytná pro přechod české společnosti do svobodnějšího vrcholného středověku.

### Závěr života
Ondřejovi se nepodařilo odvolat své protivníky z vedoucích funkcí, ani povýšení pražské diecéze, nepodařilo docílit. V Čechách nebyl vítán a pro svou neústupnost se stal nepohodlným také u papežské kurie. Pražský biskup Ondřej zemřel osamocen v létě roku 1224 v jihoitalském městě Castellammare di Stabia. Po jeho smrti byl na žádost krále novým pražským biskupem zvolen Pelhřim z Vartenberka. 

## Průzkum ostatků
Lebka a pravá paže biskupa Ondřeje byly později převezeny do Prahy a z podnětu pražského kanovníka a ředitele stavby katedrály Beneše Krabice z Veitmile v roce 1369 pohřbeny do výklenku ve zdi Svatováclavské kaple nad oltářem sv. Kříže  v katedrále sv. Víta. Při obnově katedrály v roce 1888 byly ostatky zabalené v modré hedvábné tkanině vyjmuty a v krabici uloženy do Kapitulní knihovny, odkud je roku 2008 vyzvedl prof. Jan Matějka, zorganizoval jejich průzkum antropologický (provedl Vítězslav Kuželka roku 2011), textilně historický (provedla Milena Bravermanová) a historický, který pak souhrnně publikoval.